# Chiesa di Santa Croce (Cuglieri)
La chiesa di Santa Croce è un edificio religioso di Cuglieri, in provincia di Oristano, in Sardegna. Si trova nella parte più antica dell'abitato.

## Storia
Inizialmente la chiesa era intitolata a Santa Silvana e cambiò titolatura nel XVI secolo, quando l'arciconfraternita della Santa Croce stabilì la sua sede nell'edificio. È stata sede parrocchiale fino al 1668, quando fu sostituita dalla chiesa di Santa Maria della Neve.
Nel XVII secolo subi un restauro.

## Descrizione

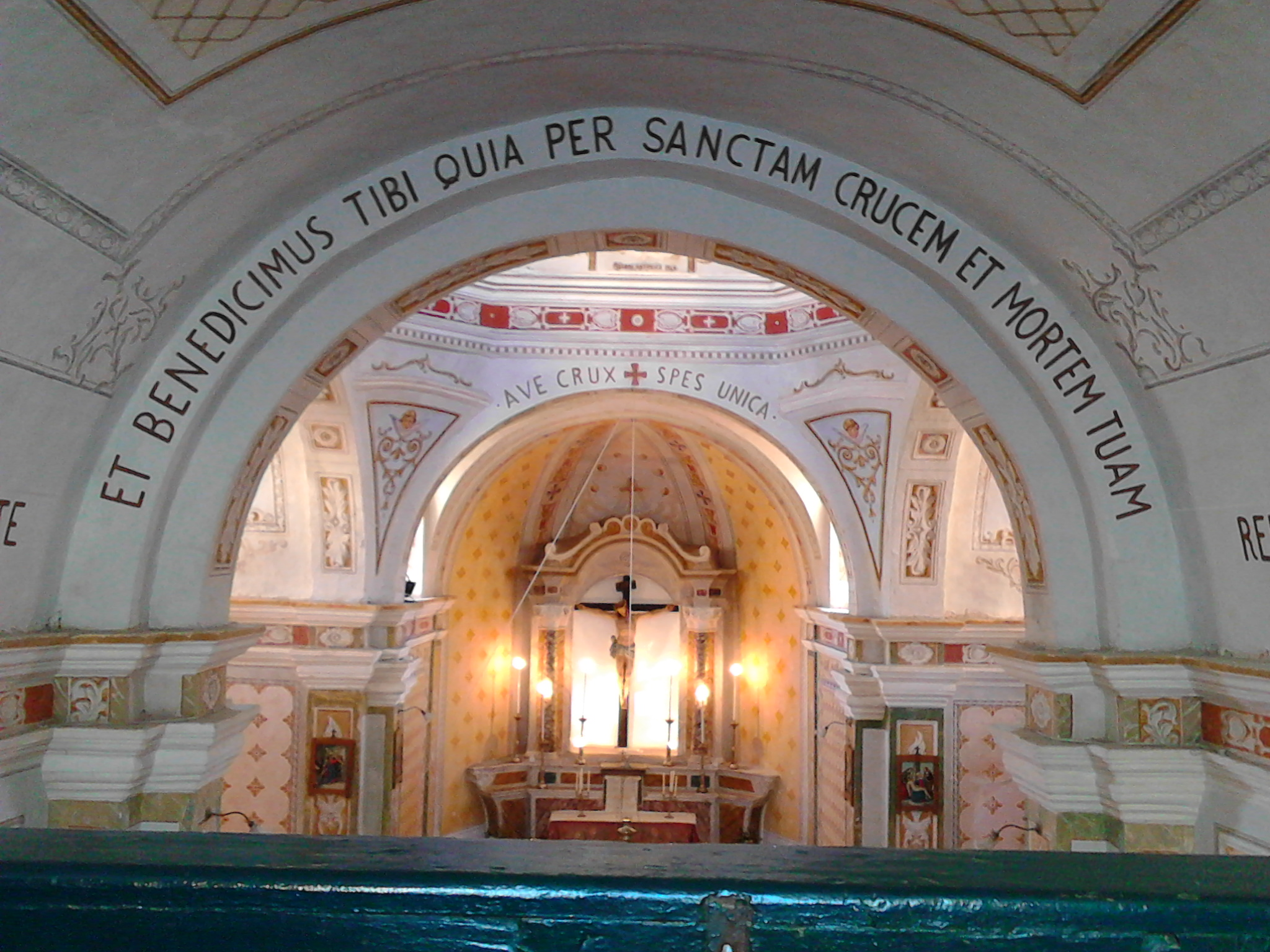
Interno della chiesa

La chiesa presenta nella facciata un rosone e due piccoli campanili uno dei quali dotato di campana.
All'interno si presenta con una struttura a croce greca, coronata da una cupola al centro. Le pareti sono affrescate con disegni e scritte in latino. Si conservano due altari di stile barocco e in marmi policromi, ispirati all'altare maggiore della cattedrale di Santa Maria di Cagliari.
Nella chiesa sono ospitati un grande crocifisso presente sull'altare maggiore, e statue del Cristo risorto e della Madonna (portate in processione a Pasqua), di Sant'Antonio Abate, di Santa Silvana e della Maddalena (portata in processione durante la Settimana Santa) e di Santa Vittoria.
Durante la settimana santa, sull'altare maggiore della chiesa si allestisce uno dei sei sepolcri di Cuglieri.